# Ягідка (Березинський район)
Ягідка (біл. вёска Ягадзка) — село в складі Березинського району Мінської області, Білорусь. Село підпорядковане Мачеській сільській раді, розташоване в східній частині області.